# ATC (N01)
Jest to część klasyfikacji anatomiczno-terapeutyczno-chemicznej:
- N – Ośrodkowy układ nerwowy
  - N 01 – Leki znieczulające
  - N 02 – Leki przeciwbólowe
  - N 03 – Leki przeciwdrgawkowe
  - N 04 – Leki stosowane w chorobie Parkinsona
  - N 05 – Leki psycholeptyczne
  - N 06 – Psychoanaleptyki
  - N 07 – Inne leki wpływające na układ nerwowy

Obejmuje ona leki znieczulające:

## N 01 A – Leki do znieczulenia ogólnego
- N 01 AA – Etery
  - N 01 AA 01 – eter dietylowy
  - N 01 AA 02 – eter winylowy
- N 01 AB – Chlorowcowane węglowodory
  - N 01 AB 01 – halotan
  - N 01 AB 02 – chloroform
  - N 01 AB 04 – enfluran
  - N 01 AB 05 – trichloroeten
  - N 01 AB 06 – izofluran
  - N 01 AB 07 – desfluran
  - N 01 AB 08 – sewofluran
- N 01 AF – Barbiturany
  - N 01 AF 01 – metoheksital
  - N 01 AF 02 – heksobarbital
  - N 01 AF 03 – tiopental
- N 01 AG – Barbiturany w połączeniach z innymi lekami
  - N 01 AG 01 – narkobarbital
- N 01 AH – Opioidy
  - N 01 AH 01 – fentanyl
  - N 01 AH 02 – alfentanyl
  - N 01 AH 03 – sufentanyl
  - N 01 AH 04 – fenoperydyna
  - N 01 AH 05 – anilerydyna
  - N 01 AH 06 – remifentanyl
  - N 01 AH 51 – fentanyl w połączeniach
- N 01 AX – Inne
  - N 01 AX 03 – ketamina
  - N 01 AX 04 – propanidyd
  - N 01 AX 05 – alfaksalon
  - N 01 AX 07 – etomidat
  - N 01 AX 10 – propofol
  - N 01 AX 11 – Hydroksymaślan sodu
  - N 01 AX 13 – podtlenek azotu
  - N 01 AX 14 – esketamina
  - N 01 AX 15 – ksenon
  - N 01 AX 63 – podtlenek azotu w połączeniach

## N 01 B – Środki do znieczulenia miejscowego
- N 01 BA – Estry kwasu aminobenzoesowego
  - N 01 BA 01 – metabutetamina
  - N 01 BA 02 – prokaina
  - N 01 BA 03 – tetrakaina
  - N 01 BA 04 – chloroprokaina
  - N 01 BA 05 – benzokaina
  - N 01 BA 52 – prokaina w połączeniach
  - N 01 BA 52 – tetrakaina w połączeniach
- N 01 BB – Amidy
  - N 01 BB 01 – bupiwakaina
  - N 01 BB 02 – lidokaina
  - N 01 BB 03 – mepiwakaina
  - N 01 BB 04 – prylokaina
  - N 01 BB 05 – butanilikaina
  - N 01 BB 06 – cynchokaina
  - N 01 BB 07 – etydokaina
  - N 01 BB 08 – artykaina
  - N 01 BB 09 – ropiwakaina
  - N 01 BB 10 – lewobupiwakaina
  - N 01 BB 20 – połączenia
  - N 01 BB 51 – bupiwakaina w połączeniach
  - N 01 BB 52 – lidokaina w połączeniach
  - N 01 BB 53 – mepiwakaina w połączeniach
  - N 01 BB 54 – prylokaina w połączeniach
  - N 01 BB 57 – etydokaina w połączeniach
  - N 01 BB 58 – artykaina w połączeniach
  - N 01 BB 59 – bupiwakaina i meloksykam
- N 01 BC – Estry kwasu benzoesowego
  - N 01 BC 01 – kokaina
- N 01 BX – Inne
  - N 01 BX 01 – chlorek etylu
  - N 01 BX 02 – diklonina
  - N 01 BX 03 – fenol
  - N 01 BX 04 – kapsaicyna